# 李貞
李 貞（り てい、貞観元年（627年）- 垂拱4年9月11日（688年10月10日））は、中国の唐の太宗李世民の八男。越王に立てられたが、乱を起こして失敗し、自殺した。

## 経歴
李世民と燕妃の間に生まれた。貞観5年（631年）、漢王に封ぜられた。貞観7年（633年）、徐州都督に任じられた。貞観10年（636年）、原王に徙封され、まもなく越王に改封され、揚州都督に転じ、実封800戸を受けた。貞観17年（643年）、相州刺史に転じた。貞観23年（649年）、実封1000戸まで加増された。永徽4年（653年）、安州都督に任じられた。咸亨年間に再び相州刺史に転じた。李貞は騎射を得意とし、文章や史学に通じ、役所仕事も有能で、宗室諸王の中でも有力であった。
武則天が朝政をみるようになると、李貞は太子太傅・豫州刺史の位を加えられた。中宗が廃位されて武則天が称制するようになると、李貞は韓王李元嘉とその子の黄国公李譔、魯王李霊夔とその子の范陽王李藹、霍王李元軌とその子の江都王李緒、李貞の子の琅邪王李沖らとひそかに議論して李氏による奪権を計画した。
垂拱4年（688年）、明堂が完成し、武則天による李氏一掃の情勢が疑われるようになると、計画は性急に進められた。黄公李譔は睿宗の璽書と偽って「朕は幽閉の身にある。諸王は起兵せよ」という内容の密書を李沖に渡した。李沖は長史の蕭徳琮に命じて兵を集めさせた。8月、李沖は博州で起兵して黄河を渡り、武水県を攻めたが、たまたま薪の火が城門にかかり逆風で李沖の軍を襲った。李沖は緒戦の不吉を訴えた部下の董元寂を斬ると、李沖の軍の士気は沮喪し、壊滅状態に陥った。李沖は博州に逃れたが、刺殺された。
李貞は上蔡を攻め落とし、7000の兵を集めて五営に分けた。李貞は中営にあって、裴守徳を大将軍とし、中営を領させた。趙成美を左中郎将として左営を領させ、閭弘道を右中郎将として右営を領させ、安摩訶を郎将として後軍を領させ、王孝志を右将軍として前軍を領させた。しかし後につづく諸王の起兵がなく、李貞の軍の士気も低かった。9月、武則天は麴崇裕や岑長倩らに10万の兵を与えて李貞を討伐させ、李貞父子の属籍を削って、氏を「虺」と改めさせた。麴崇裕らが豫州に到着すると、李貞の末子の李規や裴守徳らが抗戦したが、潰滅した。李貞は服毒して死に、李規はその母を縊ってから自殺し、裴守徳も縊死した。
開元5年（717年）、旧封に復され、敬と諡された。

## 伝記資料
- 『旧唐書』巻76 列伝第26「越王貞伝」
- 『新唐書』巻80 列伝第5「越王貞伝」
- 大唐故太子少保豫州刺史越王墓誌銘